# 博涅亚
盆牙亞（Ponhea Yat；？—1405年），王号博隆罗阇底罗阇拉玛迪勃底室利达摩迦罗阇（Boromrajadhiraja Ramadhibodi Sri Thammik Raja）。14世紀末的柬埔寨国王，羅摩迪勃底王盆牙康凱之子。暹羅入侵柬埔寨，攻陷吳哥。盆牙亞在金邊起兵抵抗暹羅軍隊，並於1384年底收復吳哥。盆牙亞遷都巴山和金邊，與中國明朝保持密切往來。

## 生平
盆牙亞，一名盆牙康亞（Ponhea Khamyat），羅摩迪勃底王盆牙康凱之子，其母是邦姜城主之女。盆牙康凱遠征暹羅的莊他武裡和邦姜，擒獲大量人口，邦姜城主之女被盆牙康凱納為嬪妃，並生下了盆牙亞。盆牙亞長大後，因占婆入侵金邊，盆牙康凱將占婆人擊退後，任命盆牙亞鎮守其地。
占城侵吳哥，吳哥大败。1431年，暹罗阿瑜陀耶王国入侵高棉，占领并洗劫了吴哥。博涅亚迁都于Tuol Basan（今磅湛省斯雷桑托县），后因洪水泛滥，又迁都于竹里木（意思是四面之城，今金边的一部分）。博涅亚下令在竹里木建立宫殿以及防洪堤。在位期间，还建立了六座佛寺。博涅亚的遗骨葬于金边塔山寺后面的一个窣堵坡裏。死后，其长子那罗耶那罗阇、次子释利罗阇先后继位。

1393年-1463年在位。他是高棉帝国吴哥王朝最后一位君主。《殊域周咨录》作參烈婆毘牙，《明史》称其为参烈昭平牙，都是高棉语头衔（Samdech Chau Ponhea）的音译。

## 註释
1. ↑  又译“婆旎·䦪”、“本赫·亞”、“奔易·牙”或“奔哈·亞”。
2. ↑  又作婆罗摩罗阇二世。

| 前任者： Thomma Saok | 柬埔寨國王 1393年—1463年 | 繼任者： Nareayana Reachea |